# Маржори Естијано
Маржори Естијано (порт. Marjorie Estiano, Куритиба , 8. март 1982) је бразилска глумица и певачица.

## Филмографија

### Теленовеле
- 2003 - 2005: Malhação ... Fabiana/Natasha Ferreira (антагониста)[1][2]
- 2006: ''Páginas da Vida'' ... Marina Andrade Rangel[3]
- 2007: Duas Caras ... Maria Paula Fonseca do Nascimento (протагониста)[4][5][6][7]
- 2009: Индија — љубавна прича (Оригинални назив: Caminho das Índias) ... Тоња Кавинато Кадоре[8][9][10]
- 2011: Живот тече даље (Оригинални назив: A vida da gente) ... Мануела Фонсека (протагониста)[11][12][13][14]
- 2012: Lado a Lado ... Laura Assunção (протагониста)[15][16][17][18]
- 2014: Империја ... Cora Bastos (антагониста)[19]

### Серије
- 2006: Sob Nova Direção ... Nely Li[20]
- 2010: S.O.S. Emergência ... Flávia Menezes[21]
- 2011: Amor em Quatro Atos ... Letícia[22]
- 2011: Cine Conhecimento ... -[23]

### Филмови
- 2011: "Malu de Bicicleta" ... Sueli[24]
- 2013: "O Tempo e o Vento" ... Bibiana (протагониста)[25]
- 2014: "Beatriz entre a dor e o nada" ... Beatriz (протагониста)[26]
- 2014: "Apneia" ... Giovanna[27]

## Позориште
- 1997 - 1999: Lisístrata; A Raposa e as Uvas; A Casa de Bernarda Alba
- 1999: Clarice
- 2000 - 2002: "O Palhaço Imaginador"; "Liberdade, Liberdade"; "Buchicho"
- 2002 - 2003: ""Beijos, Escolhas e Bolhas de Sabão"
- 2003: "Barbara não lhe Adora"
- 2009 - 2010: "Corte Seco"
- 2011: "Inverno da Luz Vermelha"
- 2012 - 2013: O Desaparecimento do Elefante[28][29][30]

## Дискографија
- 2005: Marjorie Estiano[33]
- 2007: Flores, Amores e Bla, blá, blá[34]
- 2014: Oito[35]

### ДВД
- 2005: Marjorie Estiano e Banda ao Vivo[36]

## Награде

### глумица
- 1999: Lala Schneider, Clarisse[37]
- 2005: Jovem Brasileiro, Malhação[38]
- 2011: Quem, A vida da gente (Живот људи)[39]
- 2011: Arte Qualidade Brasil, "Inverno da Luz Vermelha"[40]
- 2012: Noveleiros (романтична пар)[41] са Тијаго Фрагосо, Lado a Lado[42][43]
- 2013: Aplauso Brasil, O Desaparecimento do Elefante[44]

### певачица
- 2005: Melhores do Ano, Domingão do Faustão, Você sempre será
- 2005: Troféu Leão Lobo
- 2005: Meus Prêmios Nick
- 2006: Multishow de Música Brasileira[45]